# 다이빙궈
다이빙궈(대병국, 중국어: 戴秉国, 1941년 3월 17일 ~)는 중화인민공화국의 정치인이자 외교관이다. 후진타오 행정부에서 외교담당 국무위원을 맡고 있다. 중화인민공화국 실무 외교의 최고위 인사이며, 투자족 출신이다. 중화인민공화국 초대 주 프랑스 대사와 중화인민공화국 외교부 차장을 지낸 황전은 그의 장인이다.
구이저우성 퉁런시 인장 투자족 먀오족 자치현에서 출생한 그는, 1964년 쓰촨 대학 (四川大學)에서 러시아어를 전공하였다. 1973년 중국 공산당에 입당해, 소비에트 연방과 동유럽을 상대했으며, 1989년 헝가리 대사, 1991년 외교부 부장조리 (차관보), 1994년~1995년 외교부 부 (副) 부장, 1995년 중화인민공화국 중앙대외연락부 부 (副) 부장, 1999년~2003년 대외연락부장을 거쳤으며, 왕자루이 (王家瑞) 가 후임 대외연락부장이 된 후, 외교부 부부장에 복귀하였다.
2008년 전국 인민 대표 회의에서 외교 담당 국무위원 (부총리급) 에 선출되었다. 네 차례 조선민주주의인민공화국을 방문한 바 있으며, 2009년 9월에도 김정일과 만났다.2010년 11월에 터진 연평도 포격 사건 이후, 대한민국을 전격 방문해 김성환 외교통상부장관, 이명박 대통령과 면담하였다.
2011년 8월 26일, 헤이룽장성의 다칭에서 김정일과 회동하였다.